# ごはん (食品メーカー)
株式会社ごはん（英称：GOHAN COMPANY,Co.,Ltd）は新潟県中魚沼郡津南町に本社を置く食品メーカー。

## 概要
有機栽培の魚沼コシヒカリ栽培に特化した農業生産法人。また、自社栽培の農産物をもとにした、オーガニック、グルテンフリーの食品・餅・パン・製菓の製造・加工を手がけている。